# خوسيه باديلا
خوسيه باديلا (16 يوليو 1911 – 18 يونيو 1978) هو ملاكم فلبيني راحل، مثّل بلاده في الألعاب الأولمبية الصيفية في دورتي 1932 و1936.

## روابط خارجية
- خوسيه باديلا على موقع IMDb (الإنجليزية)
- خوسيه باديلا على موقع قاعدة بيانات الفيلم (الإنجليزية)

خوسيه باديلا على موقع أوليمبيديا (الإنجليزية)